# Adriano Zanaga
Adriano Zanaga (* 14. Januar 1896 in Padua; † 31. Januar 1977 ebenda) war ein italienischer Radrennfahrer.

## Sportliche Laufbahn
Zanaga war aktiv in den Jahren von 1921 bis 1930. Schon im ersten Profijahr wurde er italienischer Meister sowohl bei der Jugend als auch bei den Amateuren. Bereits ein Jahr später gewann er das älteste Eintagesrennen im Radsport, Mailand–Turin, vor Emilio Petiva und Vorjahressieger Federico Gay. 1924 gelang ihm ein Etappensieg beim Giro d’Italia.
1925 gelang ihm der erneute Sieg bei Mailand–Turin, diesmal vor Domenico Piemontesi und Giuseppe Pancera, dem 1927 der Gewinn der ersten Thüringen-Rundfahrt, damals noch Quer durch Thüringen folgte vor Gaetano Belloni und dem Schweizer Heiri Suter. Im selben Jahr wurde er Dritter bei Rund um Köln.
1928 kam er bei dem Rennen Mailand–Sanremo bei dem Sieg von Alfredo Binda auf den vierten Platz und bei der Lombardei-Rundfahrt im gleichen Jahr belegte er den zweiten Platz.

## Erfolge
1921
- Coppa del Re
- Italienischer Amateur-Meister – Straßenrennen

1922
- Mailand–Turin
- Italienischer Junioren-Meister – Straßenrennen

1924
- eine Etappe Giro d’Italia 1924

1925
- Mailand–Turin

1927
- Quer durch Thüringen

## Grand-Tour-Platzierungen
| Grand Tour        | 1924 | 1925 | 1926 | 1927 | 1928 | 1929 |
| ----------------- | ---- | ---- | ---- | ---- | ---- | ---- |
| Giro d’ItaliaGiro | DNF  | DNF  | –    | –    | DNF  | 21   |

## Teams
- 1921 Ganna
- 1922 Ganna-Dunlop
- 1923 Fusarp-Wolber / Legnano-Pirelli
- 1924 Legnano-Pirelli
- 1925 Peugeot
- 1926 Opel-Pollack
- 1927 Opel-ZR-III
- 1928 Alcyon-Dunlop / Diamant-Continental / Bianchi-Pirelli
- 1929 Touring Club Renteria
- 1930 Touring
- 1931 Individuell